# Joyce Cary
Joyce Cary (n. 7 decembrie 1888, Derry, Irlanda de Nord, Regatul Unit – d. 29 martie 1957, Oxford, Anglia, Regatul Unit) a fost un romancier și artist irlandez.
În romanele sale, continuă tradiția engleză din secolul al XVIII-lea și din epoca victoriană

## Opera
Tema principală a operei sale non-conformiste o constituie afirmarea individului într-un mediu social ostil, plin de conflicte.
- 1932: Aissa izbăvită ("Aissa Saved")
- 1933: Un oaspete american ("An American Visitor")
- 1936: Vrăjitoarea africană ("The African Witch")
- 1939: Domnul Johnson ("Mister Johnson")
- 1940: Charley, comoara mea ("Charley is My Darling")
- 1941: O casă plină de copii ("A House of Children")
- 1941: Uimire ("Herself Surprised")
- 1942: A fi pelerin ("To Be a Pilgrim")
- 1944: Botul calului ("The Horse's Mouth")
- 1946: Lumina lunii ("The Moonlight")
- 1949: O bucurie înfricoșată ("A Fearful Joy")

## Bibliografie

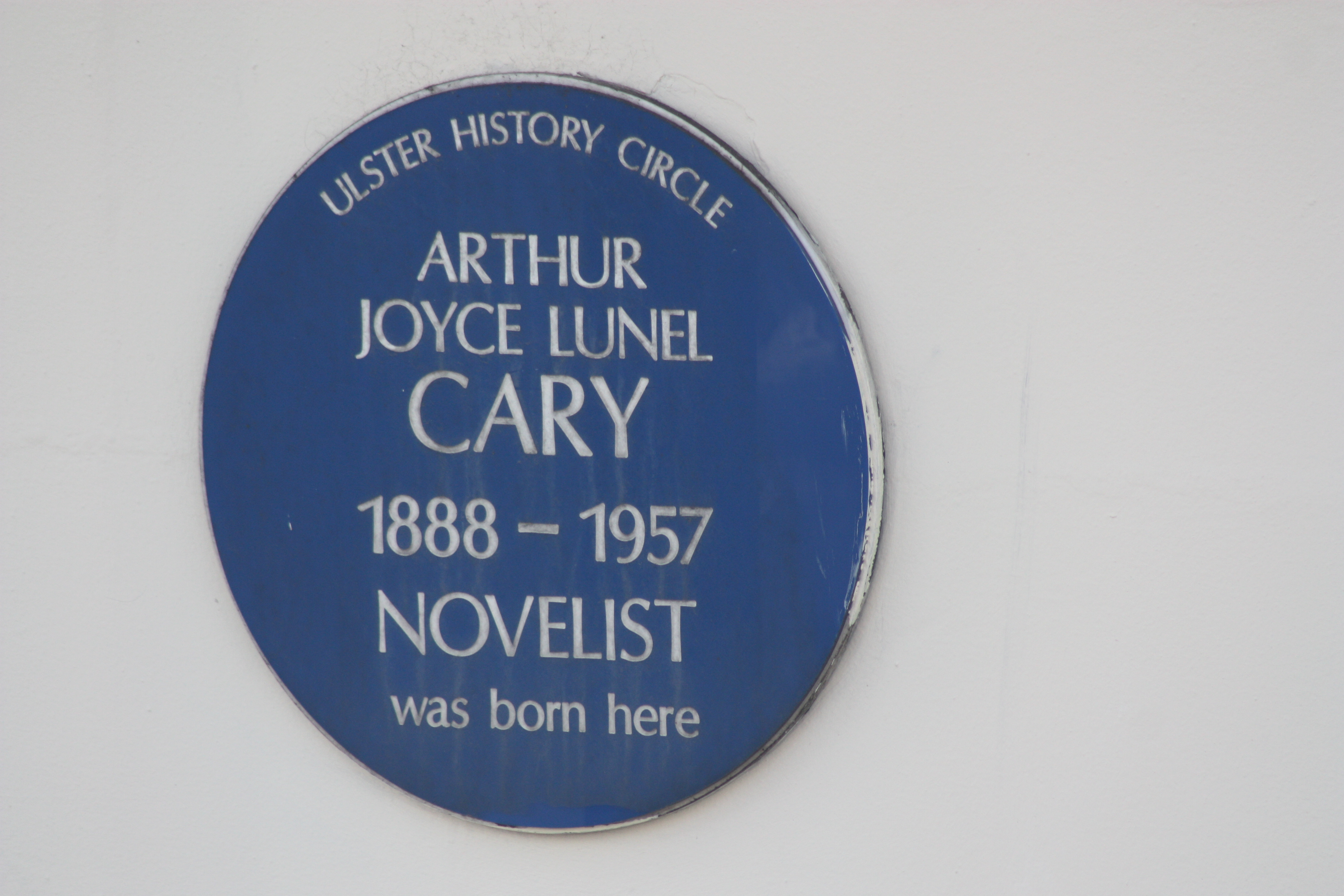
Placă albastră în memoria lui Joyce Cary, în Bank Place, Derry, august 2009